# Anna Burnet
Anna Meryl Burnet (Londres, 27 de septiembre de 1992) es una deportista británica que compite en vela, en la clase Nacra 17.
Participó en dos Juegos Olímpicos de Verano, obteniendo una medalla de plata en Tokio 2020, en la clase Nacra 17 (junto con John Gimson), y el cuarto lugar en París 2024, en la misma clase.
Ganó cuatro medallas en el Campeonato Mundial de Nacra 17 entre los años 2020 y 2024, y cuatro medallas en el Campeonato Europeo de Nacra 17 entre los años 2019 y 2025.

## Palmarés internacional
| \| Juegos Olímpicos \| Juegos Olímpicos \| Juegos Olímpicos \| Juegos Olímpicos \| \| Año \| Lugar \| Medalla \| Clase \| \| ------------------ \| ------------------------- \| ---------------- \| ---------------- \| \| 2020 \| Tokio (Japón) \| Medalla de plata \| Nacra 17 \| \| Campeonato Mundial \| \| \| \| \| Año \| Lugar \| Medalla \| Clase \| \| 2020 \| Geelong (Australia) \| Medalla de oro \| Nacra 17 \| \| 2021 \| Al Musanah (Omán) \| Medalla de oro \| Nacra 17 \| \| 2023 \| La Haya (Países Bajos) \| Medalla de plata \| Nacra 17 \| \| 2024 \| La Grande-Motte (Francia) \| Medalla de plata \| Nacra 17 \| \| Campeonato Europeo \| \| \| \| \| Año \| Lugar \| Medalla \| Clase \| \| 2019 \| Weymouth (Reino Unido) \| Medalla de plata \| Nacra 17 \| \| 2021 \| Salónica (Grecia) \| Medalla de oro \| Nacra 17 \| \| 2023 \| Vilamoura (Portugal) \| Medalla de oro \| Nacra 17 \| \| 2025 \| Salónica (Grecia) \| Medalla de oro \| Nacra 17 \| |                           |                  |          |
| Juegos Olímpicos |                           |                  |          |
| Año | Lugar                     | Medalla          | Clase    |
| 2020 | Tokio (Japón)             | Medalla de plata | Nacra 17 |
| Campeonato Mundial |                           |                  |          |
| Año | Lugar                     | Medalla          | Clase    |
| 2020 | Geelong (Australia)       | Medalla de oro   | Nacra 17 |
| 2021 | Al Musanah (Omán)         | Medalla de oro   | Nacra 17 |
| 2023 | La Haya (Países Bajos)    | Medalla de plata | Nacra 17 |
| 2024 | La Grande-Motte (Francia) | Medalla de plata | Nacra 17 |
| Campeonato Europeo |                           |                  |          |
| Año | Lugar                     | Medalla          | Clase    |
| 2019 | Weymouth (Reino Unido)    | Medalla de plata | Nacra 17 |
| 2021 | Salónica (Grecia)         | Medalla de oro   | Nacra 17 |
| 2023 | Vilamoura (Portugal)      | Medalla de oro   | Nacra 17 |
| 2025 | Salónica (Grecia)         | Medalla de oro   | Nacra 17 |